# Daubeuf-près-Vatteville
Daubeuf-près-Vatteville – miejscowość i gmina we Francji, w regionie Normandia, w departamencie Eure.
Według danych na rok 1990 gminę zamieszkiwały 393 osoby, a gęstość zaludnienia wynosiła 35 osób/km² (wśród 1421 gmin Górnej Normandii Daubeuf-près-Vatteville plasuje się na 534. miejscu pod względem liczby ludności, natomiast pod względem powierzchni na miejscu 281).